# Woo Jang-choon
Woo Jang-choon (우장춘,  禹長春, 1898-1959), connu dans la littérature scientifique sous le nom de U Nagaharu, est un botaniste et un agronome nippo-coréen. Il est connu pour avoir contribué à la relance de l'agriculture en Corée du Sud juste après l'indépendance. 

## Biographie
Woo est né le 8 avril 1898 au Japon d'une mère japonaise et d'un père coréen, Woo Beom-seom, qui avait dû fuir son pays car il était accusé de s'être impliqué dans l'assassinat de la reine Min. Son père est lui-même assassiné en 1903. Woo fait ses études à l'université de Tokyo et travaille à partir de 1919 pour le ministère de l'agriculture et travaille sur l'hybridation. 
En 1945, lorsque la Corée prend son indépendance du Japon, l'agriculture de la Corée se retrouve dans une situation difficile car elle était devenue dépendante de l'importation de semences du Japon. Dans ce cadre, le gouvernement demande l'aide de Woo Jang-choon et celui-ci, ayant rejoint la Corée en mars 1950, participe à la création de l'institut coréen de recherche en sciences agricoles à Busan et dès lors contribue à sortir la Corée du Sud de la pénurie alimentaire. Afin de pouvoir quitter le Japon en dépit de son passeport japonais, il lui a fallu rassembler les preuves de la nationalité coréenne de son père et se livrer au service japonais recherchant des « immigrés coréens » afin de les expulser. Les fonctionnaires de ce service furent choqués de voir un savant de renommée mondiale se livrer volontairement entre leurs mains.